# 和泉本町

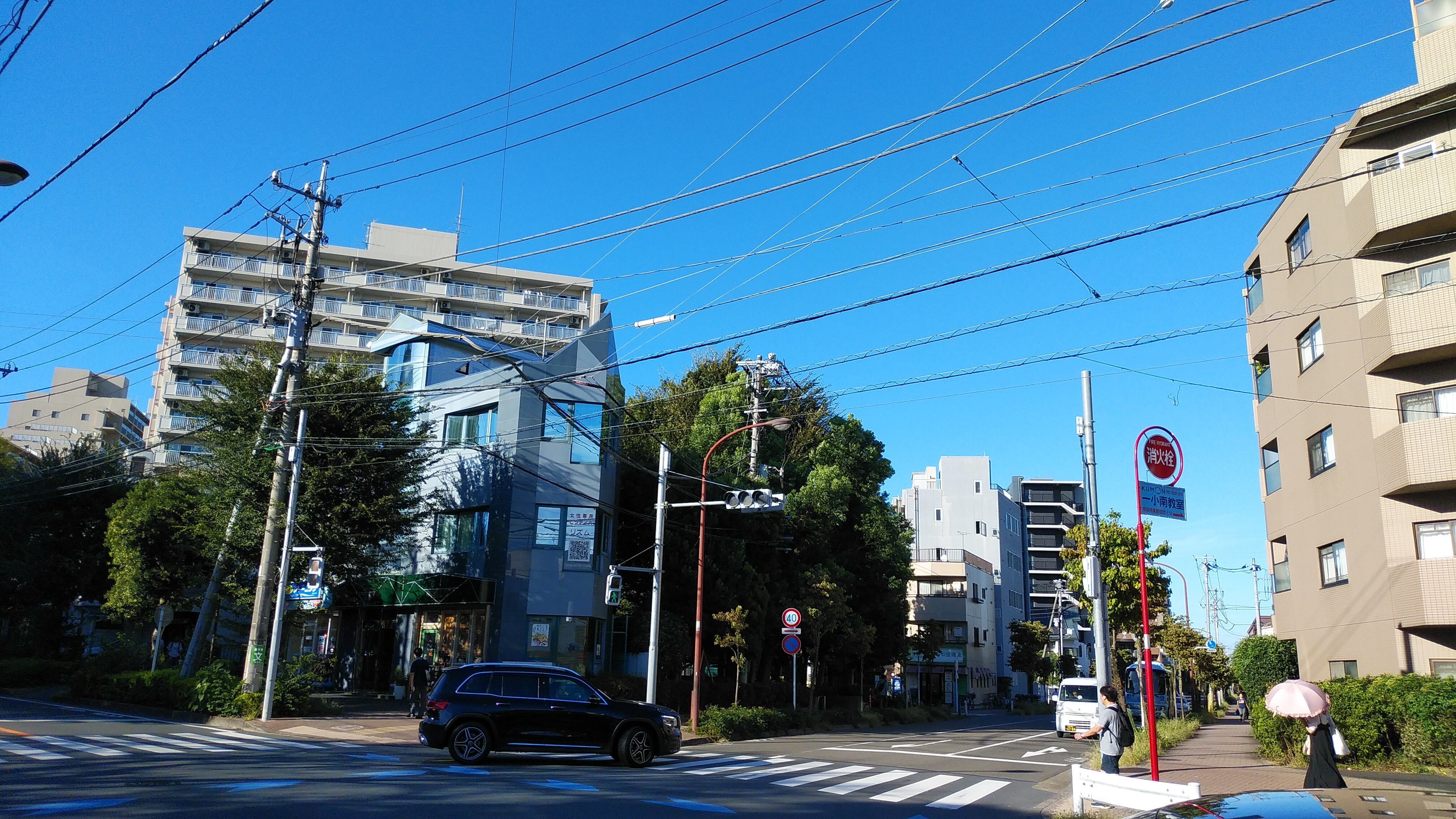
狛江市和泉本町

和泉本町（いずみほんちょう）は、東京都狛江市の地名。現行行政地名は和泉本町一丁目から四丁目。旧和泉村。狛江郵便局管区で郵便番号は201-0003。

## 地理
狛江市の北部に位置し、北には西野川、東野川、東には岩戸北、南には東和泉、中和泉と接する。狛江市役所が置かれ、狛江市の行政の中心地となっている。
住宅地の地価は、2015年（平成27年）1月1日の公示地価によれば、和泉本町3-17-6の地点で29万8000円/m2となっている。

### 小・中学校の学区
市立小・中学校に通う場合、学区は以下の通りとなる。
| 丁目           | 番地 | 小学校                 | 中学校                 |
| -------------- | ---- | ---------------------- | ---------------------- |
| 和泉本町一丁目 | 全域 | 狛江市立狛江第一小学校 | 狛江市立狛江第一中学校 |
| 和泉本町二丁目 | 全域 | 狛江市立狛江第五小学校 | 狛江市立狛江第一中学校 |
| 和泉本町三丁目 | 全域 | 狛江市立緑野小学校     | 狛江市立狛江第一中学校 |
| 和泉本町四丁目 | 全域 | 狛江市立緑野小学校     | 狛江市立狛江第一中学校 |

## 世帯数と人口
2017年（平成29年）12月1日現在の世帯数と人口は以下の通りである。
| 丁目           | 世帯数    | 人口     |
| -------------- | --------- | -------- |
| 和泉本町一丁目 | 2,883世帯 | 6,065人  |
| 和泉本町二丁目 | 715世帯   | 1,499人  |
| 和泉本町三丁目 | 1,163世帯 | 2,573人  |
| 和泉本町四丁目 | 2,150世帯 | 3,724人  |
| 計             | 6,911世帯 | 13,861人 |

## 交通

### 鉄道
| 近隣の街区の駅                                                                        |
| ------------------------------------------------------------------------------------- |
| 京王線 - 仙川駅(KO 13) - 国領駅(KO 16) - 調布駅(KO 18) 小田急小田原線 - 狛江駅(OH 16) |

南端を小田急小田原線が通る。地内に駅はないが小田急電鉄狛江駅が利用できる。但し調布市に接する4丁目は、京王線の国領駅のほうが近い。

### バス
狛江駅や調布駅・国領駅に発着する多くの路線を、狛江通りの各バス停から利用できる。
- 小田急バス狛江営業所が隣接街区に存在し各路線を運行。
- 京王バス京王バス調布営業所 が隣接街区に存在し各路線を運行。

### 道路
- 東京都道11号大田調布線（狛江通り）
- 東京都道114号武蔵野狛江線

## 施設

### 和泉本町一丁目
- 狛江市役所
- 狛江消防署
- 狛江市立中央図書館
- 狛江市立狛江第一小学校
- 東京電力狛江変電所
- 狛江こどもの家

### 和泉本町二丁目
- 狛江市立狛江第一中学校
- 野川緑地公園

### 和泉本町三丁目
- 狛江市民総合体育館
- 狛江郵便局

### 和泉本町四丁目
- 東京慈恵会医科大学附属第三病院
- 東京慈恵会医科大学国領キャンパス - 敷地の南半が和泉本町にあたる。
- 狛江市立緑野小学校
- 都営狛江アパート
- 藤塚保育園